# Анне Гольт
Анне Гольт (норв. Anne Holt; нар. 16 листопада 1958) — норвезька письменниця, юристка та колишня міністерка юстиції.

## Дитинство та освіта
Народилася в Ларвіку, виросла в Ліллестремі та Тромсе, а 1978 року переїхала до Осло. 1986 року закінчила юридичний факультет Бергенського університету та з 1984 по 1988 рік працювала у Норвезькій телерадіомовній корпорації (NRK).

## Кар'єра
Потім два роки пропрацювала в поліційному департаменті Осло, отримавши право займатися адвокатською практикою в Норвегії. 1990 року повернулася до NRK, де один рік працювала журналісткою та ведучою новинної програми Dagsrevyen.
1994 року Анне Гольт розпочала власну юридичну практику та нетривалий час обіймала посаду міністерки юстиції в Кабінеті міністрів Ягланда з 25 жовтня 1996 року по 4 лютого 1997 року. Вона пішла у відставку через стан здоров'я, а її місце зайняла Герд-Лів Валла.

### Письменство
1993 року дебютувала як письменниця кримінальним романом «Сліпа богиня» (норв. Blind gudinne), у якому головною героїнею є поліціянтка-лесбійка Ганна Вільгельмсен. Два романи «Левова паща» (норв. Løvens gap) (1997) та «Без ехо» (норв. Uten ekko) (2000) написані у співавторстві з колишньою державною секретаркою Беріт Райсс-Андерсен.
Роман 2015 року «Офлайн» розповідає про терористичний напад на ісламський культурний центр, скоєний групою крайніх норвезьких націоналістів.
Вона є однією з найуспішніших авторок кримінальних романів у Норвегії. Її твори опубліковано у 25 країнах. Вел Макдермід, шотландська авторка кримінальних романів, сказала, що «Анне Гольт —  найновіша авторка кримінальних романів, яка показує, наскільки темною може бути Скандинавія».

### Видавництво Piratforlaget
2004 року Гольт взяла участь у заснуванні норвезького відділення шведського видавництва Piratforlaget, яке заснували відомі шведські автори Ян Гійу та Ліза Марклунд. Його мета – публікувати твори авторів бестселерів за зниженими цінами – була суперечливою у Скандинавії, де ціни на книжки та аванси авторам дуже стандартизовані. Андерс Геґер, керівник видавництва Cappelen, висловив велике занепокоєння тим, що Piratforlag «посилить розбіжності» між «авторами, які багато заробляють, і тими, хто мало заробляє».

## Політичні погляди
Гольт — соціал-демократка і довічна членкиня Лейбористської партії. Вона відверто виступає проти расизму.
2012 року Гольт написала статтю в Dagbladet про Норвезьку лейбористську партію та час після терористичних атак Андерса Берінга Брейвіка в Норвегії у 2011 році.
2017 року Гольт написала статтю в Dagens Nyheter, у якій вона відкинула думку ультраправих про те, що імміграційна політика Швеції є безрозсудною та небезпечною.

## Відзнаки та нагороди
Вона здобула кілька нагород, зокрема премію Рівертона (1994) за «Блаженні спраглі» (норв. Salige er de som tørster), премію Бокгандлера (1995) за «Смерть демона» (норв. Demonens død) і премію Каппелена (2001).

## Особисте життя
Живе в Осло зі своєю цивільною партнеркою Анне Крістін К'єр (також знаною як Тіне К'єр) і їхньою дочкою Йоганною.

### Серія про Ганну Вільгельмсен
- 1993 Сліпа богиня /Blind gudinne
- 1994  /Salige er de som tørster
- 1995 Смерть демона /Demonens død
- 1997 Левова паща /Løvens gap (у співавторстві з Беріт Рейсс-Андерсен)
- 1999 Мертвий Джокер /Død joker
- 2000 Без ехо /Uten ekko (у співавторстві з Беріт Рейс-Андерсен)
- 2003 Істина по той бік /Sannheten bortenfor
- 2007 1222
- 2015 Офлайн/Offline
- 2016 У пороху та попелі /I støv og aske

### Окремі книжки
- 1997 Моя провина /Mea culpa
- 1998 У серці чемпіонату світу. Футбольна подорож'/I hjertet av VM. En fotballreise (у співавторстві з Еріком Ланґбратеном)
- 1999 Велика місія Бернгарда Пінкертона /Bernhard Pinkertons store oppdrag
- 2010 Мерехтіння /'limmer (у співавторстві з Евеном Голтом)
- 2014 Раптова смерть (у співавторстві з Евеном Голтом)

### Серія «Вік/Стубо»
- 2001 Те, що належить мені /Det som er mitt ISBN 978-0-446-17818-1)
- 2004 Те, що ніколи не трапляється/Det som aldri skjer ISBN 978-0-446-57803-5)
- 2006 Президентка /Presidentens valg ISBN 978-0-7515-3716-1)
- 2009 Не бійся /Pengemannen
- 2012 Що приховують темні хмари /Skyggedød

## Переклади українською
2020 року у видавництві «Фабула» вийшов український переклад роману «Могила на двох». Перекладач — Володимир Криницький.

## Зовнішні посилання
- Шведське видавництво Анни Гольт
- Агентство Саломонссона. [Архівовано 2014-06-22 у Wayback Machine.]
- Фантастична художня література